# 世にも奇妙な物語 秋の特別編 (1995年)
『世にも奇妙な物語 秋の特別編』（よにもきみょうなものがたり あきのとくべつへん）は、1995年10月4日（水）21:03 - 23:08にフジテレビで放送された『世にも奇妙な物語』の特別編。

## 23歳の老人

### キャスト
- 老田和之 - 中居正広
- 臨床実験の科学者 - 仲本工事
- 小松みゆき
- 長野里美
- 年金事務局の職員 - 二瓶鮫一
- 看護婦長 - 此島愛子
- 上原由恵
- 藤本洋子
- 割り込んだ乗客 - 山梨ハナ
- 森康子
- 池田史帆
- 地下鉄の乗客 - タモリ

### スタッフ
- 原作 - 渡辺浩弐「浦島太郎」（『マザー・ハッカー』所集 / 幻冬舎）
- 脚本 - 戸田山雅司
- 演出 - 土方政人

## 友子の長い夜

### キャスト
- 田村友子 - ともさかりえ
- 山田先生 - 斉藤暁
- 田口先生 - 野仲功
- 小牧先生 - 大草理乙子
- 加代子 - 藤村ちか
- 由美 - 阿部美穂子

### スタッフ
- 原作 - 藤野美奈子「友子の長い夜」（『友子の場合』所集 / 小学館）
- 脚本 - 中谷まゆみ
- 演出 - 小野原和宏

## 地獄のタクシー

### キャスト
- 豪林修 - 佐野史郎
- 京晋佑
- 尾形竜太
- たかはし等
- 飛志津秀治
- 吉添文子
- 由起艶子
- 谷津勲
- 斉藤弘勝
- 長野克弘
- 吉田美和
- 藤岡大樹
- 井出勝己
- 佐野珠美
- 早瀬翼
- 長江英和

### スタッフ
- 脚本 - 中村樹基
- 演出 - 星護

### 翻案裁判
漫画家の釋英勝が、このドラマが自身の作品である『先生、僕ですよ』（漫画『ハッピーピープル』2巻収録作品）を無許可で翻案したものであるとして、フジテレビ・共同テレビ・脚本を担当した中村樹基に対し、朝日・毎日・読売の各新聞に謝罪広告の掲載と、慰謝料など1122万円の損害賠償を求める訴訟を提起した。
これに対し東京地方裁判所は1998年6月29日、「本件著作物（漫画）の表現形式上の本質的特徴を本件番組（ドラマ）から直接感得することができるとまでいうことはできない」として、このドラマが漫画を翻案したものとは認めず、原告側の請求を棄却する判決を下した。

## 殺人者の高橋さん

### キャスト
- 高橋次郎 - 布施博
- 高橋順子 - 石田えり
- 不破万作
- 深水三章
- 阿南健治
- 伊藤俊人
- 加瀬竜彦
- 坪井雅子
- 石川真希
- 水森コウ太
- 加藤めぐみ
- 工藤時子
- 平山慶子
- 大林展子
- 上田耕一
- 岸博之
- ト字たかお
- 磯村千花子
- 田中龍
- 山崎海童
- 田中俊宏
- 鈴木省吾
- 上山克彦

### スタッフ
- 脚本 - 三上幸四郎
- 演出 - 落合正幸

## マエストロ

### キャスト
- 水原栄輝 - 鹿賀丈史
- 白井晃
- 佐戸井けん太
- 山下容莉枝
- 上田真士
- 西野麻美
- 篠崎杏兵
- 金指恵美
- 葛西廣一
- 滝上修平
- 木曽美雪
- ブライアン・ユル
- 大島智子

### スタッフ
- 脚本 - 高山直也
- 演出 - 鈴木雅之